# Geo-Wiki
Geo-Wiki é uma plataforma que oferece aos cidadãos os meios para se envolver no monitoramento ambiental da Terra, fornecendo resultados ou efeitos de resposta a informação espacial existente sobrepostas em imagens de satélite ou contribuindo dados inteiramente novos. Os dados podem ser inseridos através da plataforma tradicional ou dispositivos móveis, com campanhas e jogos usados para incentivar a entrada de dados para computação. Os dados resultantes estão disponíveis sem restrições